# Premis Gaudí de 2011

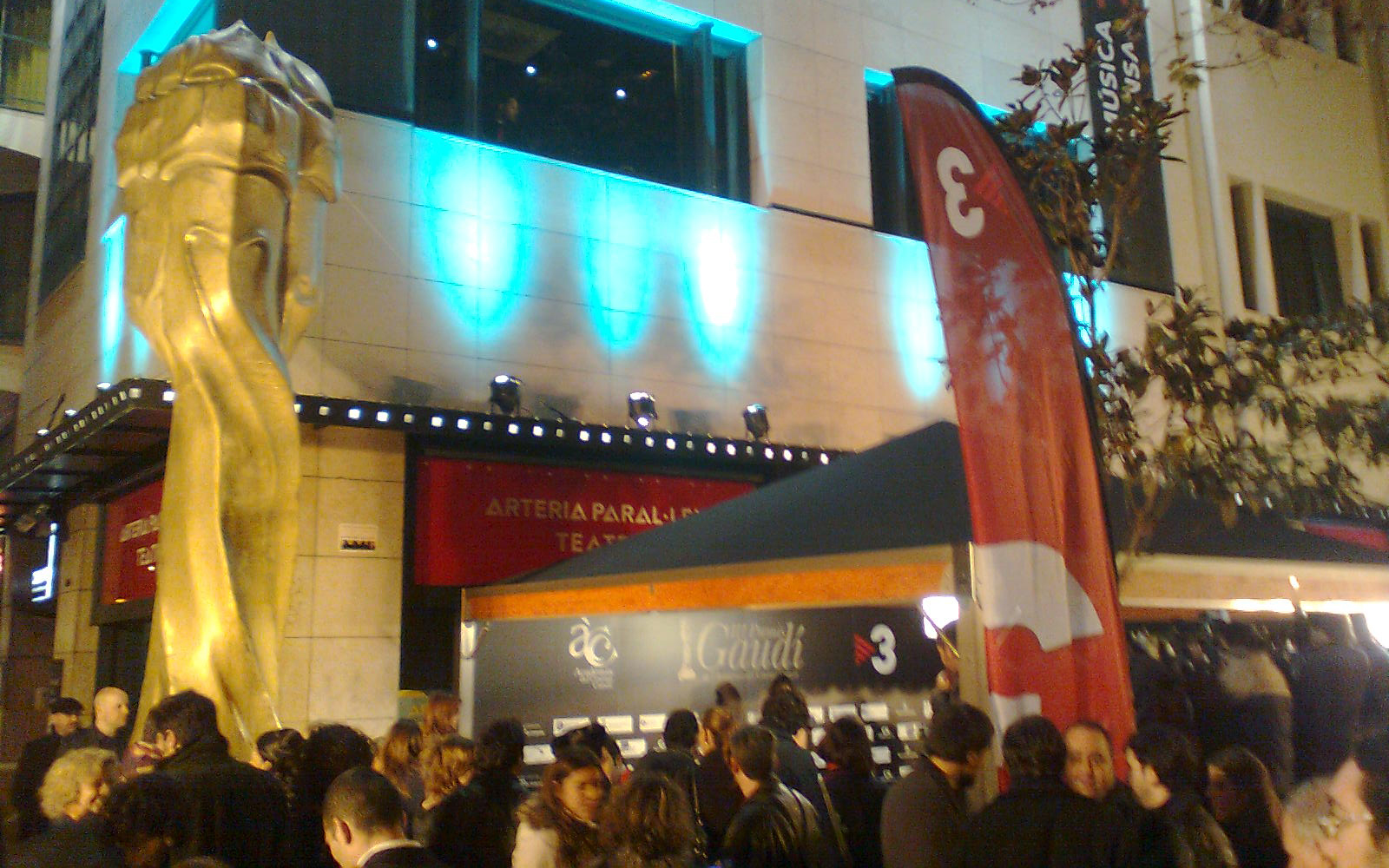
Exterior del Teatre Artèria Paral·lel durant la gala dels Premis Gaudí 2011.

La tercera edició dels Premis Gaudí es va celebrar el 17 de gener de 2011 al teatre Artèria Paral·lel de Barcelona i foren lliurats per l'Acadèmia del Cinema Català (ACC).
Aquesta edició va comptar amb films de gran qualitat i èxit com ara Pa negre, Buried, Bicicleta, cullera, poma, Herois, Elisa K o La mosquitera. Pa negre va ser la gran vencedora, amb 13 guardons, i el premi honorífic va ser per a l'actor Jordi Dauder i Guardiola.

## Candidatures
Als Premis Gaudí de 2011 van ser candidats 51 llargmetratges, dels quals un total de 32 produccions optaven a les 22 categories que conformen els Premis Gaudí.
Per categories, a la tercera edició dels Premis Gaudí han participat 11 pel·lícules en llengua catalana, 26 pel·lícules en llengua no catalana, 7 pel·lícules per a televisió, 12 pel·lícules documentals, 2 pel·lícules d'animació i 38 curtmetratges.

## Nominacions
La llista de nominacions va ser presentada en un acte per l'actriu Cristina Brondo i l'actor Xavi Lite, el matí del 22 de desembre de 2010, a l'auditori de la Pedrera, a Barcelona, i amb la presència de membres de l'ACA, nominats (Agustí Villaronga, Leticia Dolera, etc.) i mitjans de comunicació.
Al llistat de nominats, en el qual tenen presència joves i consagrats professionals, l'ACA ha volgut materialitzar la pluralitat que "configura el talent del nostre país".
Les pel·lícules que opten a un nombre més gran d'estatuetes són Pa negre, amb 15 nominacions, Herois amb 10 candidatures i Buried, amb 9 nominacions; seguides de Els ulls de la Júlia, amb 6 nominacions, Elisa K, amb 5 nominacions i La mosquitera, també amb 5 nominacions.

## Polèmica per la suposada compra de vots
Uns dies abans de la concessió dels premis es va difondre a les redaccions dels principals diaris catalans el text d'uns suposats emails de suposats empleats de Producciones Kaplan, de Salomón Shang Ruiz, amb continguts comprometedors com Una vegada els fem acadèmics, hauran de votar les pel·lícules que els diguem en el que se suggeria l'existència d'una presumpta trama orquestrada per Salomón Shang per manipular les votacions. El propi Shang qualificava el fet de muntatge estúpid i en culpava la Generalitat de Catalunya i a TV3 per perjudicar les pel·lícules que no eren produïdes per aquesta cadena alhora que amenaçava amb prendre accions legals contra l'Acadèmia Catalana i contra el seu president Joel Joan. La polèmica es va tancar al poc temps quan el portaveu de l'Acadèmia del Cinema Català, Santiago Lapeira, va negar públicament que Shang hagués intentat subornar els membres de l'Acadèmia i va negar la credibilitat dels emails. Tanmateix, cap de les pel·lícules patrocinades per Shang es va dur cap guardó.

## Palmarès

### Gaudí d'Honor
- Jordi Dauder i Guardiola

### Millor pel·lícula en llengua catalana
| Pel·lícula    | Direcció                     | Resultat   |
| ------------- | ---------------------------- | ---------- |
| Pa negre      | Agustí Villaronga            | Guanyadora |
| Elisa K       | Judith Colell i Jordi Cadena | Nominada   |
| Herois        | Pau Freixas                  | Nominada   |
| La mosquitera | Agustí Vila                  | Nominada   |

### Millor pel·lícula en llengua no catalana
| Pel·lícula           | Direcció           | Resultat   |
| -------------------- | ------------------ | ---------- |
| Buried               | Rodrigo Cortés     | Guanyadora |
| El gran Vázquez      | Óscar Aibar        | Nominada   |
| Els ulls de la Júlia | Guillem Morales    | Nominada   |
| Uruguay              | Salomón Shang Ruiz | Nominada   |

### Millor direcció
| Director                     | Pel·lícula | Resultat  |
| ---------------------------- | ---------- | --------- |
| Agustí Villaronga            | Pa negre   | Guanyador |
| Rodrigo Cortés               | Buried     | Nominat   |
| Judith Colell i Jordi Cadena | Elisa K    | Nominada  |
| Pau Freixas                  | Herois     | Nominat   |

### Millor documental
| Pel·lícula                      | Direcció                  | Resultat  |
| ------------------------------- | ------------------------- | --------- |
| Bicicleta, cullera, poma        | Carles Bosch              | Guanyador |
| ¿Dónde se nacionaliza la marea? | Carlos Benpar             | Nominat   |
| Familystrip                     | Lluís Miñarro             | Nominat   |
| María y yo                      | Félix Fernández de Castro | Nominat   |

### Millor pel·lícula d'animació
| Pel·lícula                                      | Direcció                 | Resultat   |
| ----------------------------------------------- | ------------------------ | ---------- |
| Els cap de drap al país on sempre brilla el sol | Àlex Colls               | Guanyadora |
| Rovelló. El carnaval de la Ventafocs            | Antoni d'Ocon i Guerrero | Nominada   |

### Millor pel·lícula per televisió
| Pel·lícula                              | Direcció                | Resultat   |
| --------------------------------------- | ----------------------- | ---------- |
| Quatre estacions                        | Marcel Barrena          | Guanyadora |
| El viatge vertical                      | Ona Planas              | Nominada   |
| La Mari. Torna a començar i l'únic camí | Ricard Figueras i Marco | Nominada   |
| Ull per ull                             | Mar Targarona           | Nominada   |

### Millor pel·lícula europea
| Pel·lícula     | Direcció          | Resultat   |
| -------------- | ----------------- | ---------- |
| Das weiße Band | Michael Haneke    | Guanyadora |
| El concert     | Radu Mihaileanu   | Nominada   |
| L'escriptor    | Roman Polanski    | Nominada   |
| Origen         | Christopher Nolan | Nominada   |

### Millor guió
| Guionista                     | Pel·lícula    | Resultat  |
| ----------------------------- | ------------- | --------- |
| Agustí Villaronga             | Pa negre      | Guanyador |
| Chris Sparling                | Buried        | Nominat   |
| Albert Espinosa i Pau Freixas | Herois        | Nominats  |
| Agustí Vila                   | La mosquitera | Nominat   |

### Millor actriu principal
| Actriu      | Pel·lícula                   | Resultat   |
| ----------- | ---------------------------- | ---------- |
| Nora Navas  | Pa negre                     | Guanyadora |
| Aina Clotet | Elisa K                      | Nominada   |
| Clara Galí  | La llegenda de l'innombrable | Nominada   |
| Emma Suárez | La mosquitera                | Nominada   |

### Millor actor principal
| Actor                    | Pel·lícula          | Resultat  |
| ------------------------ | ------------------- | --------- |
| Eduard Fernández         | La mosquitera       | Guanyador |
| Ryan Reynolds            | Buried              | Nominat   |
| Jordi Mollà              | El cònsol de Sodoma | Nominat   |
| Francesc Colomer Estruch | Pa negre            | Nominat   |

### Millor actriu secundària
| Actriu           | Pel·lícula                      | Resultat   |
| ---------------- | ------------------------------- | ---------- |
| Marina Comas     | Pa negre                        | Guanyadora |
| Esther Bové      | ¿Dónde se nacionaliza la marea? | Nominada   |
| Lydia Zimmermann | Elisa K                         | Nominada   |
| Alba Yáñez       | Uruguay                         | Nominada   |

### Millor actor secundari
| Actor           | Pel·lícula    | Resultat  |
| --------------- | ------------- | --------- |
| Roger Casamajor | Pa negre      | Guanyador |
| Lluís Homar     | Herois        | Nominat   |
| Fermí Reixach   | La mosquitera | Nominat   |
| Rubén Jiménez   | Uruguay       | Nominat   |

### Millor fotografia
| Fotògraf        | Pel·lícula           | Resultat  |
| --------------- | -------------------- | --------- |
| Antonio Riestra | Pa negre             | Guanyador |
| Eduard Grau     | Buried               | Nominat   |
| Julián Elizalde | Herois               | Nominat   |
| Óscar Faura     | Els ulls de la Júlia | Nominat   |

### Millor música original
| Compositor                 | Pel·lícula                      | Resultat  |
| -------------------------- | ------------------------------- | --------- |
| José Manuel Pagán          | Pa negre                        | Guanyador |
| Xavier Oró i Pep Solórzano | ¿Dónde se nacionaliza la marea? | Nominats  |
| Arnau Bataller             | Herois                          | Nominat   |
| Santos Martínez            | La llegenda de l'innombrable    | Nominat   |

### Millor muntatge
| Muntador             | Pel·lícula | Resultat  |
| -------------------- | ---------- | --------- |
| Rodrigo Cortés       | Buried     | Guanyador |
| Raúl Román           | Pa negre   | Nominat   |
| David Gallart        | Elisa K    | Nominat   |
| Jaume Martí i Farrés | Herois     | Nominat   |

### Millor direcció artística
| Direcció artística                | Pel·lícula           | Resultat   |
| --------------------------------- | -------------------- | ---------- |
| Ana Alvargonzález                 | Pa negre             | Guanyadora |
| Maria de la Cámara i Gabriel Paré | Buried               | Nominats   |
| Joan Sabaté                       | Herois               | Nominat    |
| Balter Gallart                    | Els ulls de la Júlia | Nominat    |

### Millors efectes especials/digitals
| Candidats                                                          | Pel·lícula              | Resultat  |
| ------------------------------------------------------------------ | ----------------------- | --------- |
| Josep Maria Aragonès i Gaya                                        | Viatge màgic a l'Àfrica | Guanyador |
| Mònica Alarcón, María de la Cámara, Gabriel Paré i Àlex Villagrasa | Buried                  | Nominats  |
| Apunto Lapospo                                                     | El gran Vázquez         | Nominats  |
| David Madí i Montse Ribé, Jordi San Agustín i Lluís Castells       | Els ulls de la Júlia    | Nominats  |

### Millor so directe
| Candidats                                         | Pel·lícula           | Resultat   |
| ------------------------------------------------- | -------------------- | ---------- |
| Dani Fontrodona, Fernando Novillo i Ricard Casals | Pa negre             | Guanyadors |
| Urco Garai, James Muñoz i Marc Orts               | Buried               | Nominats   |
| Ferran Mengod, Marc Orts i Marisol Nievas         | Herois               | Nominats   |
| Albert Manera, Oriol Tarragó i Marc Orts          | Els ulls de la Júlia | Nominats   |

### Millor curtmetratge
| Curtmetratge                      | Direcció                 | Resultat    |
| --------------------------------- | ------------------------ | ----------- |
| Les bessones del carrer de ponent | Marc Riba i Anna Solanas | Guanyadores |
| Fuckwar                           | Germán Roda              | Nominat     |
| Lo siento, te quiero              | Leticia Dolera           | Nominada    |
| Mi amigo invisible                | Pablo Larcuen            | Nominat     |

### Millor vestuari
| Candidats         | Pel·lícula      | Resultat   |
| ----------------- | --------------- | ---------- |
| Mercè Paloma      | Pa negre        | Guanyadora |
| Ariadna Papió     | Agnòsia         | Nominada   |
| Maria Gil         | El gran Vázquez | Nominada   |
| Tatiana Hernández | Lope            | Nominada   |

### Millor maquillatge i perruqueria
| Maquillador                                   | Pel·lícula                   | Resultat   |
| --------------------------------------------- | ---------------------------- | ---------- |
| Satur Merino i Alma Casal                     | Pa negre                     | Guanyadors |
| Blanca Sánchez i José Quetglas Rubio          | El gran Vázquez              | Nominats   |
| Laura Zamacois                                | La llegenda de l'innombrable | Nominats   |
| Paco Rodríguez, Martín Macías i Karmele Soler | Lope                         | Nominats   |

### Millor direcció de producció
| Direcció de producció          | Pel·lícula                   | Resultat  |
| ------------------------------ | ---------------------------- | --------- |
| Alex Castellón                 | Pa negre                     | Guanyador |
| Inés Font                      | Herois                       | Nominat   |
| Víctor H. Torner i Xavier Coll | La llegenda de l'innombrable | Nominats  |
| Reyes Matabuena                | Els ulls de la Júlia         | Nominat   |